# Serra da Aboboreira
A Serra da Aboboreira, um contraforte granítico implantado no extremo ocidental do maciço montanhoso Marão/Alvão, está localizada no extremo nordeste do distrito do Porto, Portugal. Distribui-se pelos concelhos de Amarante, Baião e Marco de Canaveses.
Não é muito acidentada, estendendo-se por longos planaltos (designados por «chãs»), e eleva-se até uma altitude de 1 000 metros, sendo de destacar, pela sua importância, três pontos: o da Abogalheira, com 962 metros; o de Meninas, com 970 e o da Senhora da Guia com 972 metros.
Os primeiros vestígios de ocupaçao humana detectados na Serra da Aboboreira datam de 4500 anos AC Neolítico. A ocupaçao do planalto superior da Serra estende-se até à Idade do Bronze (2 500 a.C.). De todos os tumulos inventariados destaca-se o dólmen de Chão de Parada 1, Monumento Nacional desde 1910.

## A necrópole megalítica da Aboboreira
Os estudos arqueológicos que têm vindo a ser realizados nas serras da Aboboreira e do Castelo desde 1978 revelaram já a existência de uma vasta necrópole megalítica, a única exaustivamente estudada e das maiores que actualmente se conhecem em território português, com cerca de quatro dezenas de mamoas identificadas. As mamoas estão normalmente dispostas em grupos (como nos conjuntos megalíticos de Chã de Parada, Chã de Ante, Chã de Outeiro de Gregos e Meninas do Crasto), ocupando zonas planas, normalmente planálticas. No seio de uma maioria de mamoas pequenas, ou médias, cuja datação científica sugere serem as mais antigas (embora nem todas tenham sido datadas), insere-se uma minoria de dólmens de relativamente grande porte, um deles com corredor e átrio (dólmen 1 de Chã de Parada).
Na estrada de Baião para Mesão Frio, no lugar de Queimada, pode-se seguir por um estradão que sobe para o planalto da Aboboreira e o cruza, dando acesso aos múltiplos monumentos. Embora não exista nenhuma indicação para os visitantes ao longo do estradão, o que torna difícil encontrar a maioria deles para quem não conheça o local, é relativamente fácil encontrar os monumentos na Chã de Parada, Chã de Ante, Chã de Outeiro de Gregos e Meninas do Crasto. Este estradão percorre o mesmo caminho da antiga «estrada da liteira».

### Vestígios da Idade do Bronze e da Idade Média
Encontram-se também vestígios da Idade do Bronze. É o caso da necrópole do Tapado da Caldeira onde foram escavadas quatro sepulturas, contendo, cada uma delas, um vaso. São também desta época os primeiros povoados conhecidos nesta área, com fossas abertas no saibro, buracos de poste e lareiras, como o da Bouça do Frade. Estes povoados parecem mostrar que, no final da Idade de Bronze, a região conheceu uma ocupação mais intensiva das zonas dos vales férteis e uma maior estabilidade do habitat. Nesta zona foram encontradas muitas peças de ouro (com decoração geométrica, possivelmente célticas), reunidas no Museu Nacional de Arqueologia em Lisboa, conhecidas como o "Tesouro de Baião".
No topo da serra do Castelo, fronteira à da Aboboreira, havia na Idade Média o antigo Castelo de Penalva (no alto que designa hoje por Castelo de Matos), da família nobre de Baião, que topograficamente dominava a Terra de Baião. Foram encontrados vestígios de um castelo de madeira dos meados do século XI e, na orla do cume, de uma muralha em pedra que rodeava um habitat (século XI-XII). Foi lá encontrada uma espora de um cavaleiro medieval e várias pontas de tiro ao arco.
Nos contrafortes entre Baião e Amarante, existem uma série de grutas, com gravuras cruciformes; habitadas por monges na Alta Idade Média, na época suevo-visigótica.

## Especulação sobre a Santinha da Serra da Aboboreira
Nos anos 1930, um pastor de Baião disse ter visto a Virgem Maria neste sítio.
Depois de muitos milagres, testemunhos recolhidos, e sucessivas peregrinações do povo local, acabou por ser construída uma capela, neste alto da serra.
É a capela de Nossa Senhora da Guia. Aqui se conserva ainda o penedo, onde ocorreram as aparições.